# End of the Rainbow
End of the Rainbow è un dramma musicale di Peter Quilter incentrato sugli ultimi mesi di vita di Judy Garland e, specificamente, sulle sue ultime apparizioni in pubblico a Londra nel dicembre 1968.

## Trama
Londra, dicembre 1968. Judy Garland e Mickey Deans, il suo ultimo fidanzato, si trovano a Londra per le sei settimane di concerto della diva al Talk of the Town. La Garland, partita con le miglior intenzioni, cede alla pressione e ricomincia a bere smisuratamente, oltre a fare un largo uso di pillole e medicinali; al suo declino assiste impotente il fidato pianista omosessuale Anthony, l'unico a preoccuparsi veramente di lei come persona e non come star. I continui contrasti con Deans irritano Anthony, che chiede a Judy di scappare con lei. Al rifiuto della cantante, Anthony lascia l'hotel; pochi mesi dopo, la notizia della morte di Judy Garland spinge Anthony a ripensare a lei, una grande artista incapace di gestirsi e che si è spinta verso l'autodistruzione.

## Numeri musicali
Judy Garland, nel corso dell'opera, canta alcune delle sue canzoni più famose (durante le prove, ai concerti, per dare sfogo alle sue emozioni, per sottolineare il declino fisico e vocale...). Esse sono:
- "I Can't Give You Anything but Love, Baby"
- "By Myself"
- "Just in Time"
- "For Me and My Gal"
- "You Made Me Love You (I Didn't Want to Do It)"
- "The Trolley Song"
- "The Man that Got Away"
- "Get Happy"
- "When You're Smiling"
- "Come Rain or Come Shine"
- "Over the Rainbow"

Tracie Bennett ha inciso un album del dramma in cui canta questi pezzi ed altri classici di Judy Garland.

## Produzioni
End of the Rainbow ha debuttato alla Sydney Opera House il 10 agosto 2005 con Caroline O’Connor nel ruolo di Judy Garland. O'Connor ha ripreso la parte anche nel maggio 2006 al Theatre Royal di Sydney e al Festival di Edimburgo dello stesso anno.
Nel 2010 il dramma debutta in Inghilterra al Northampton's Royal & Derngate, diretto da Terry Johnson, con Tracie Bennett (Judy Garland), Hilton McRae (Anthony) e Stephen Hagan (Mickey Deans). Questa produzione è stata messa in scena con lo stesso cast al Trafalgar Studios di Londra, dove ha replicato dal 16 novembre 2010 al 21 maggio 2011, ricevendo quattro nomination ai Laurence Olivier Awards, tra i quali miglior attrice (Bennett) e attore non protagonista (McRae). Alla chiusura londinese dell'opera è seguito un breve tour nazionale, partito da Northampton.
La prima produzione americana del dramma viene messa in scena al Guthrie Theater di Minneapolis, con la regia di Terry Johnson e Tracie Bennett ancora una volta nei panni di Judy Garland. In seguito, End of the Rainbow ha aperto a Broadway, al Belasco Theatre, il 19 marzo 2012, dove è rimasto in scena per un totale di 160 repliche e 16 anteprime. Il cast comprendeva anche Michael Cumpsty (Anthony), Tom Pelphrey (Mickey Deans) e Jay Russell. Bennett e Cumpsty hanno ricevuto una nomination ai Tony Award per le loro interpretazioni. Per la sua performance, Tracie Bennett ha vinto Outer Critics Circle Award e il Drama Desk Award per la miglior attrice.
Nel gennaio 2012 ha debuttato la prima versione dell'opera in lingua portoghese al Teatro Politeama di Lisbona, con Vanessa (Judy), Carlos Quintas e Hugo Rendas.
L'11 novembre 2012 si è svolta la prima brasiliana di End of the Rainbow al Teatro Fashion Mall di Brasilia, con Cláudia Netto (Judy) e Igor Rickli (Mickey Deans).
Il 12 febbraio 2013 il dramma debutta a Recanati, con Monica Guerritore nel ruolo di Judy Garland, Alessandro Riceci (Mickey), Andrea Nicolini (pianista) e Alfredo Iacopini. Lo spettacolo è stato diretto dal regista colombiano Juan Diego Puerta López, portato in Tournée per due stagioni in tutt'Italia.

## Adattamento cinematografico
Rupert Goold ha diretto l'adattamento cinematografico del dramma, intitolato Judy, sceneggiato da Tom Edge con Renée Zellweger nel ruolo di Judy Garland.